# Tipula exechostyla
Tipula exechostyla är en tvåvingeart som beskrevs av Alexander 1964. Tipula exechostyla ingår i släktet Tipula och familjen storharkrankar. Inga underarter finns listade i Catalogue of Life.